# Resident Evil Requiem
Resident Evil Requiem, conosciuto in Giappone come Biohazard Requiem (バイオハザード レクイエム?, Baiohazādo Rekuiemu) e comunemente indicato come Resident Evil 9 o Resident Evil 9: Requiem, è un videogioco survival horror attualmente in sviluppo da Capcom. È il nono capitolo della serie Resident Evil e undicesima iterazione principale della saga, sequel di Resident Evil Village (2021).
Il gioco è stato annunciato al Summer Game Fest del 2025.
La protagonista è Grace Ashcroft, agente dell’FBI e figlia di Alyssa Ashcroft (già apparsa in Resident Evil Outbreak). A lei viene affidata la missione di indagare su una serie di misteriosi decessi verificatisi nello stesso hotel in cui sua madre è morta otto anni prima.
L’uscita è prevista per il 27 febbraio 2026 su PlayStation 5, Windows e Xbox Series X/S.

## Sviluppo
Il 1° luglio 2024, durante il Capcom Showcase, il gioco è stato ufficialmente annunciato. In questa occasione è stato anche rivelato che il regista del progetto è Koshi Nakanishi. Capcom ha inoltre spiegato la scelta di adottare un titolo senza numerazione, per evitare di scoraggiare nuovi giocatori che si avvicinano alla serie.
Il trailer mostrato durante l’annuncio presenta le rovine di Raccoon City, distrutta durante gli eventi di Resident Evil 3: Nemesis.
In occasione del Capcom Spotlight di giugno 2025 si è potuto appurare che Resident Evil 9 Requiem potrà essere giocato sia in prima che in terza persona.